# Labbro superiore
In entomologia il labbro superiore o labrum è un'appendice dispari dell'apparato boccale degli Insetti. Secondo alcuni autori deriva dalla differenziazione del primo somite del procefalo , perciò a rigore non dovrebbe essere considerata un'appendice boccale. Funzionalmente è tuttavia integrato nell'apparato boccale e chiude anteriormente l'apertura boccale.

## Illabrumnell'apparato boccale tipo
Nell'apparato boccale masticatore tipo il labbro superiore è situato anteriormente (o dorsalmente usando un punto di vista più rigoroso) rispetto all'apertura boccale. Si presenta come un segmento più o meno quadrangolare, non provvisto di una funzionalità specifica, articolato dorsalmente con il clipeo, con il quale è talvolta fuso. Può concorrere alla presa degli alimenti.